# Ferocactus herrerae
Ferocactus herrerae es una especie de la familia Cactaceae, endémica de México y el sur de Estados Unidos, aunque actualmente se ha extendido por todo el mundo.

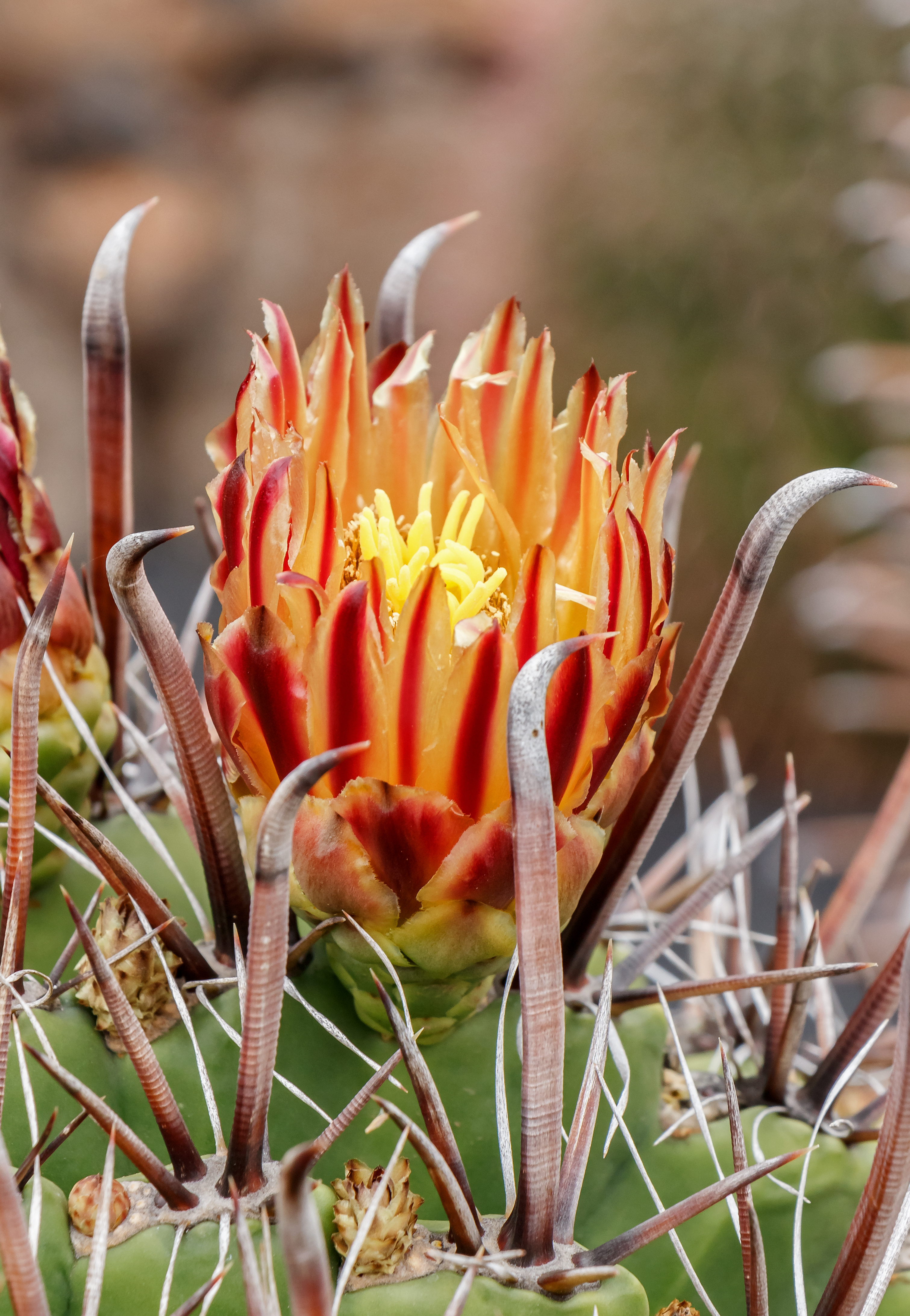

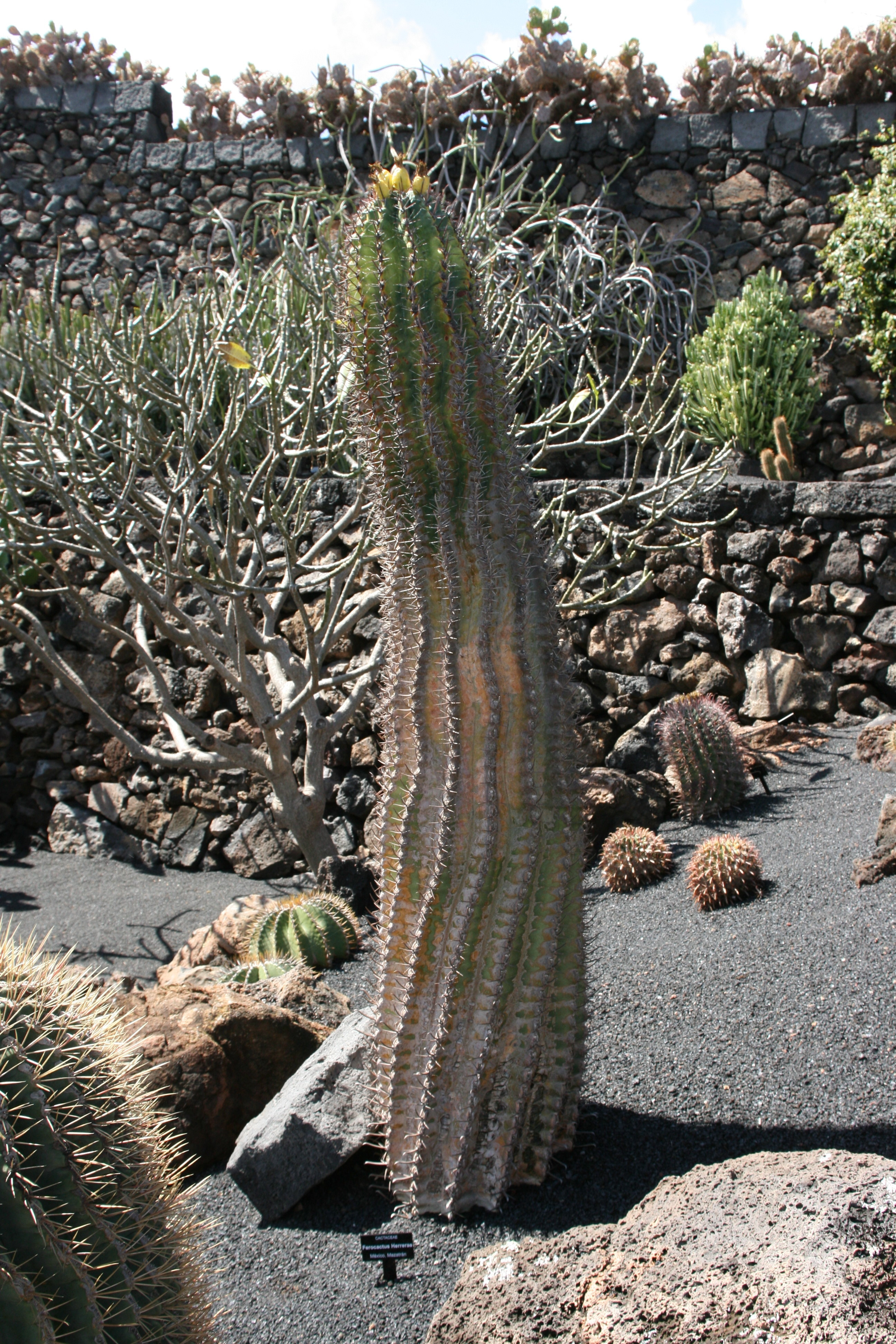
Vista de la planta

## Descripción
Es un cactus de porte globular de color verde medio, con 7 a 9 espinas centrales y al menos 1 plana y más larga, las radiales con aspecto de cerdas, en estado adulto normalmente tiene alrededor de 13 costillas.
Cuando ha alcanzado edad suficiente produce abundantes flores de color amarillo entre primavera y verano.
Este cactus crece en forma globular hasta alcanzar su tamaño máximo, y a partir de entonces crece en altura, algunos ejemplares pueden llegar a medir en estado adulto unos 50 cm de diámetro y unos 2 m de alto.

## Cultivo
Este cactus necesita estar en un lugar muy luminoso con sol directo para su correcto desarrollo, sobre todo si se desea conseguir flores, ya que en la naturaleza vive en desiertos muy calurosos.
El sustrato ideal es el que se pueda regar y no se encharque, normalmente va bien la tierra hecha de hojas secas mezclada con arena.
En cuanto al riego, en verano se suele regar una vez a la semana dejando bien empapada la tierra, en septiembre u octubre cuando empieza a bajar el calor es aconsejable ir reduciendo gradualmente los riegos hasta ser casi nulos, época en la que también es aconsejable rociarlo con algún fungicida para evitar los hongos.

### Reproducción
Ya que esta especie no suele producir brotes laterales o hijuelos, la reproducción se realiza exclusivamente por semillas. Estas se encuentran dentro del fruto que deja la flor cuando se ha secado,misma que aparece regularmente a la edad de 15 años, si las condiciones de cultivo han sido óptimas durante el desarrollo, estas flores pueden ser de color morado, lila, o amarillo, al producir flores  también producirá semillas las cuales, después de recolectarlas es conveniente esperar a que vuelva a hacer calor para sembrarlas. Para eso, una técnica muy usada, es colocarlas encima de arena húmeda dentro de un recipiente tapado con plástico o cristal que permita la entrada de la luz y el calor pero no deje salir la humedad. Si todo va bien en unas semanas empezarán a germinar, en cuanto tengan un tamaño que permita cogerlos bien es aconsejable trasplantarlos a algún tipo de tierra más nutritiva y menos húmeda para que se desarrollen bien, en cuanto a su exposición al sol es recomendable que en esta etapa estén en un sitio muy luminoso pero sin recibir el sol directo, que podría causar graves quemaduras o la muerte.

## Taxonomía
Ferocactus herrerae fue descrita por Jesús González Ortega y publicado en México Forest. 5: 53, en el año 1927.
Etimología
Ferocactus: nombre genérico que deriva del adjetivo latíno "ferus" = "salvaje" , "indómito" y "cactus", para referirse a las fuertes espinas de algunas especies.
herrerae: el epíteto de la especie herrerae honra el biólogo y naturalista mexicano, Alfonso L. Herrera (1870-1942), que en 1923, fundó el Zoológico de Chapultepec.
Sinonimia
- Ferocactus wislizeni Britton & Rose var. herrerae (J.G.Ortega) N.P.Taylor [2][3][4]

## Nombres comunes
- Español: Cactus de barril, Lengua del demonio, Ferocacto, Teocomite